# Abu Dudschana
Abu Dudschana Simak ibn Charascha (arabisch بو دُجانة سماك بن خرشة; † 632) war ein Gefährte des Islamischen Propheten Muhammed. Er starb in der Schlacht von Yamama.

## Biografie
Abu Dudschana galt als guter Schwertkämpfer. Er war bekannt dafür, in seinen Kämpfen ein rotes Stirnband zu tragen. In der Schlacht von Uhud überreichte der Prophet sein Schwert Abu Dudschana, welches im folgenden Hadith erwähnt wird:
Anas berichtete, dass Allahs Gesandter am Tag von Uhud sein Schwert ergriff und sagte: Wer würde es mir nehmen? Alle Personen streckten ihre Hände aus und sagten: Ich würde es tun, ich würde es tun. Er sagte: Wer würde es nehmen, um seine Rechte zu erfüllen? Dann zogen die Menschen ihre Hände zurück. Simak ibn Charascha Abu Dudschana sagte: Ich bin hier, um es zu nehmen und seine Rechte zu erfüllen. Er nahm es und schlug auf die Köpfe der Polytheisten ein. 
In der Schlacht von Chaibar soll er al-Harith ibn Abi Zainab getötet haben.
Abu Dudschana starb in der Schlacht von Yamama. Er war einer der Kämpfer, welche Musailama getötet haben.